# Kent Larsson
För konstnären, se Kent Larsson (konstnär).
Kent Larsson, född den 10 juni 1963, är en svensk före detta friidrottare från Östersund. Han tävlade i kulstötning och även är stor grabb i svensk friidrott. Under sin karriär representerade han föreningarna  IF Castor, KA 2 IF, Spårvägens FK, Trångsvikens IF, Upsala IF. Han blev svensk mästare 1993 och 1995. Hans personliga rekord i kulstötning är 20,03 m, noterat vid SM i Kvarnsveden sommaren 1993.  

## Internationella meriter
Kent Larsson var med på friidrotts-VM 1991 i Tokyo där han blev sexa. Vid VM 1993 i Stuttgart kom han tia.
Han deltog även vid VM 1995 i Göteborg, där blev han utslagen i kvalet.
Han var även med i OS 1992 och 1996 samt vid EM i Helsingfors 1994.

### Webbkällor
- http://www.storagrabbar.se/grabbar_9.html